# 李佩卿
李佩卿（1953年—），祖籍北京市，景泰藍國際工藝美術大師，獨自研發有粉彩景泰藍專利，素有「粉彩景泰藍第一人」稱譽的點藍能手 ；在華人藝術精品大展中被授予「中美文化藝術交流使者」榮譽稱號，也是首位於美國、法國等國際工藝美術大展中榮獲「三金」獎項之人。

## 生平
李佩卿，北京正黃旗弟子，父執輩為晚清時期宮廷名家御醫，父輩屢獲御賜古玩珍品，自幼即對宮廷珍玩器物多有涉獵，特偏愛宮廷景泰藍珍玩，也為未來景泰藍國際級大師之路開啟入門之鑰。先後師侍於景泰藍京北派老國寶秦懷森及傳承人秦連芳與喬德富等，1972年進入「北京工藝美術廠」從事景泰藍的研究和創作，2001年「北京工藝美術廠」破產後，與同事張同祿合創「祿穎藍」釉藝工藝品公司。於2011年以近四十年的皇家工藝景泰藍為底蘊，獨自研發成功的粉彩景泰藍專利，把景泰藍的宮廷藝術，由點推及至面的美學藝術，2012年將景泰藍藝術帶入國際舞台，是首位以《蝶舞》《春妹》《魚韻》《鱼舞天娇》作品於美國、法國等國際工藝美術大展中榮獲「六金」獎項之人。

## 名器
李佩卿於2012年獲中國文化部之世界藝術家評級授予「國際工藝美術大師」，2012年紐約國際藝術博覽會世界華人藝術精品大展，被評讚為將時尚美學導入皇家景泰藍之工藝，授予「中美文化藝術交流使者」榮譽稱號，為當代景泰藍創作中首位獲此殊榮者；20012、2013、2014年分别獲歐洲斯特拉斯堡第111届、112届、113届「列賓競賽金獎」，是中國景泰藍百年來第一位獲法國列賓競賽金獎之人，獲國內國際多項獎座，素有「粉彩景泰藍第一人」稱譽的點藍能手。

## 經典作品
李佩卿於2012年首度於國外展出《春妹》《魚韻》兩件作品，榮獲美國、法國等2金1銀1優秀等國際大獎。《蝶舞》於2013.2014年兩次獲邀法國「羅浮宮」展出，並獲2013年第112屆歐洲斯特拉斯堡「列賓競賽金獎」，與慶祝法國與中國建交五十週年紀念「中法藝術精品展」中獲頒「中法文化傳播獎」。
而更早之前與張同祿共同設計的《吉祥計時儀》《吉羊寶燈》《雙錦福》等作品，獲中國文化部中外首工美術館選出為十大經典作品；其中《吉羊寶燈》於2004年獲法國巴黎萬國博覽會特别大獎，《吉祥計時儀》於2008年入藏台北故宮博物院。